# Svetozar Đanić
Svetozar Đanić (Manđelos, 1º aprile 1917 – Zagabria, 18 giugno 1941) è stato un calciatore jugoslavo, di ruolo centrocampista.

## Biografia
Di origine serba, fu ucciso dal gruppo nazionalista croato di estrema destra Ustascia il 18 giugno 1941 poiché fu accusato di essere simpatizzante comunista.

## Palmarès

### Club

#### Competizioni nazionali
- Campionato jugoslavo: 2

Građanski Zagabria: 1936-1937, 1939-1940